# 週刊住宅新聞社
株式会社週刊住宅新聞社（しゅうかんじゅうたくしんぶんしゃ）は、住宅・不動産の専門紙「週刊住宅」を発行していた新聞社。

## 概要
週刊住宅新聞社が発行していた「週刊住宅」の発行部数は11万5千部であった。「週刊住宅」発行の他、資格図書・専門図書の出版及び資格試験受験用カセットテープ・ビデオ、CD-ROM講座の販売事業、各種資格試験の講習会・各種セミナー・通信教育事業を行っていた。2017年5月1日に負債約2億5000万円をかかえ事業を停止し、同年10月31日に東京地方裁判所から破産手続開始決定を受けた。なお、「週刊住宅」は元社員が設立した株式会社週刊住宅タイムズが継続して発行している他、「週刊住宅」以外の出版物の版権は他社へ譲渡された。
週刊住宅新聞社は、2018年11月30日に法人格が消滅した。